# 뉴신일관광
주식회사 뉴신일관광(株式會社 ―新一觀光)은 경기도 파주시의 관광버스 회사이고, 본사는 경기도 파주시 법원읍 술이홀로 863에 위치해 있다. 계열사로는 같은 파주시 면허로 시내버스 회사인 신일여객, 마을버스 회사인 신일운수 등이 있다.

## 회사 연혁
- 1992년 12월 22일: 신일여객에서 분사시켜 주식회사 뉴신일관광으로 설립하였다.
- 2002년 4월 20일: 경기도 파주시 문산읍 사목리에 문산지점 설치.
- 2004년 9월 17일: 문산지점을 강동지점으로 변경함과 동시에 서울특별시 강동구 고덕동으로 이전.
- 2005년 1월 7일: 강동지점 폐지.
- 2007년 1월 23일: 경기도 양주시 백석읍 가업리에 양주지점 설치.
- 2008년 8월 5일: 강원도 철원군 서면 와수리에 철원지점 설치.
- 2014년 3월 8일: 같은 파주시 면허의 회사로 신성운송그룹 산하 파주시내버스 자회사인 신성여객이 경영난으로 인하여 국토교통부의 광역급행버스 M7625번, M7426번 등을 임시운행하기 시작했다.
- 2014년 5월 24일: 본 회사에서 임시운행하고있던 국토교통부의 광역급행버스 M7625번, M7426번 등이 신성여객 차량은 선진그룹 버스사업부문 산하 파주시내버스 자회사인 파주여객이 인수하여 정식운행을 재개하였다.
- 2014년 7월 5일: 철원지점 폐지.
- 2016년 2월 25일: 양주지점을 동두천지점으로 변경함과 동시에 경기도 동두천시 평화로로 이전.
- 2016년 6월 14일: 동두천지점을 경기도 동두천시 평화로2812번길로 이전.
- 2025년 6월 1일 : 첫 시내버스 374번이 노선 개통.

## 운행 노선

### 도시형버스
- ● 374번: 파주5리 - 연풍삼거리 - 창만1리 - 광탄행정복지센터 - 용미1리 - 국군고양병원 - 벽제역 - 삼송역 - 구파발역 (구 신수교통 774번. 2025년 6월1일 신설)

## 보유 차량

#### 자일대우버스
- 자일대우 레스타
- 자일대우 BX212 로얄-하이데커

#### 현대자동차
- 현대 일렉시티
- 현대 유니버스 스페이스 럭셔리
- 현대 유니버스 익스프레스 프라임
- 현대 유니버스 익스프레스 노블
- 현대 유니버스 익스프레스 프레스티지

## 본점 및 지점 현황
- 본점: 경기도 파주시 법원읍 술이홀로 863
- 동두천지점: 경기도 동두천시 평화로2812번길 109 (동두천동)